# Jordan 195
O 195 é o modelo da Jordan da temporada de 1995 de Fórmula 1. Condutores: Rubens Barrichello e Eddie Irvine.

## Resultados[1]
(legenda) 
| Ano  | Chassi | Motor           | Pneus | N° | Pilotos            | 1   | 2   | 3   | 4   | 5   | 6   | 7   | 8   | 9   | 10  | 11  | 12  | 13  | 14  | 15  | 16  | 17  | Pontos | Posição |  |
| ---- | ------ | --------------- | ----- | -- | ------------------ | --- | --- | --- | --- | --- | --- | --- | --- | --- | --- | --- | --- | --- | --- | --- | --- | --- | ------ | ------- |  |
|      |        |                 |       |    |                    |     |     |     |     |     |     |     |     |     |     |     |     |     |     |     |     |     |        |         |  |
|      |        |                 |       |    |                    | BRA | ARG | SMR | SPA | MON | CAN | FRA | GBR | GER | HUN | BEL | ITA | POR | EUR | PAC | JPN | AUS |        |         |  |
| 1995 | 195    | Peugeot A10 V10 | G     | 14 | Rubens Barrichello | Ret | Ret | Ret | 7   | Re  | 2   | 6   | 11  | Re  | 7   | 6   | Re  | 11  | 4   | Ret | Ret | Ret | 21     | 6º      |  |
| 1995 | 195    | Peugeot A10 V10 | G     | 15 | Eddie Irvine       | Ret | Ret | 8   | 5   | Ret | 3   | 9   | Ret | 9   | 13  | Ret | Ret | 10  | 6   | 11  | 4   | Ret | 21     | 6º      |  |